# Nova Sinagoga de Düsseldorf
La nova sinagoga (alemany: Leo Baeck Saal) és la sinagoga de la comunitat jueva de Düsseldorf, Alemanya. La sinagoga es va construir al districte de Golzheim, lluny del lloc de l'antiga sinagoga, que es trobava al centre de la ciutat de Kasernenstraße. Allà la sinagoga, construïda el 1905, va ser pillada i cremada per SA men durant la Nit dels vidres trencats el 1938.
La sinagoga rep el nom del rabí Leo Baeck, que va exercir de rabí púlpit a Düsseldorf. Va ser inaugurada el setembre de 1958. El 3 d'octubre de 2000, la sinagoga va ser bombardejada. Des de llavors, hi ha una vigilància constant de la policia sobre la sinagoga.